# Bibliothèque Mazarine

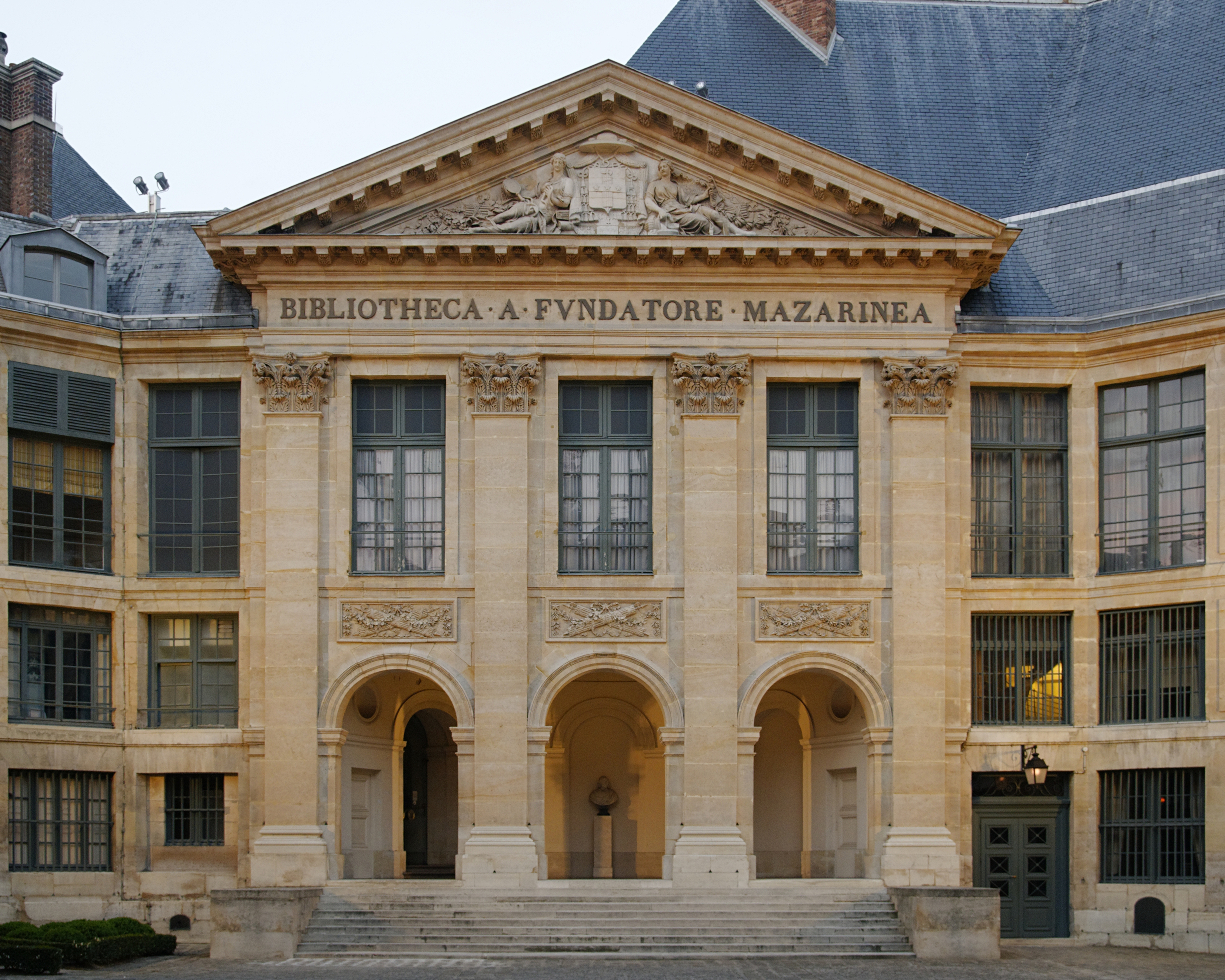
Das „Collège des Quatre-Nations“, Sitz des Institut de France

Die Bibliothèque Mazarine in Paris (6. Arrondissement) ist die älteste öffentliche Bibliothek Frankreichs. Unter Berücksichtigung der testamentarischen Verfügung ihres Stifters, des französischen Kardinals und Ministers italienischer Abstammung, Jules Mazarin (1602–1661) wurde sie 1691 im Ostflügel des drei Jahre zuvor nach den Plänen von Louis Le Vau vollendeten Collège des Quatre Nations (1662–1688) eröffnet und dem Publikum zugänglich gemacht.
Die Errichtung des Collèges ging ebenfalls auf die Initiative des Kardinals zurück, der dort seine letzte Ruhestätte zu finden wünschte. Seit 1805 ist es Sitz des 1795 gegründeten, zuvor im Louvre ansässigen Institut de France, das neben der öffentlichen „Bibliothèque Mazarine“ dort ebenfalls die „Bibliothèque de l’Institut“ verwaltet, deren Benutzung den Mitgliedern der fünf Akademien und ausgewiesenen Forschern vorbehalten ist. Unterhalten wird die Bibliothèque Mazarine mit Mitteln aus dem Budget des französischen Bildungsministeriums.

## Bestand

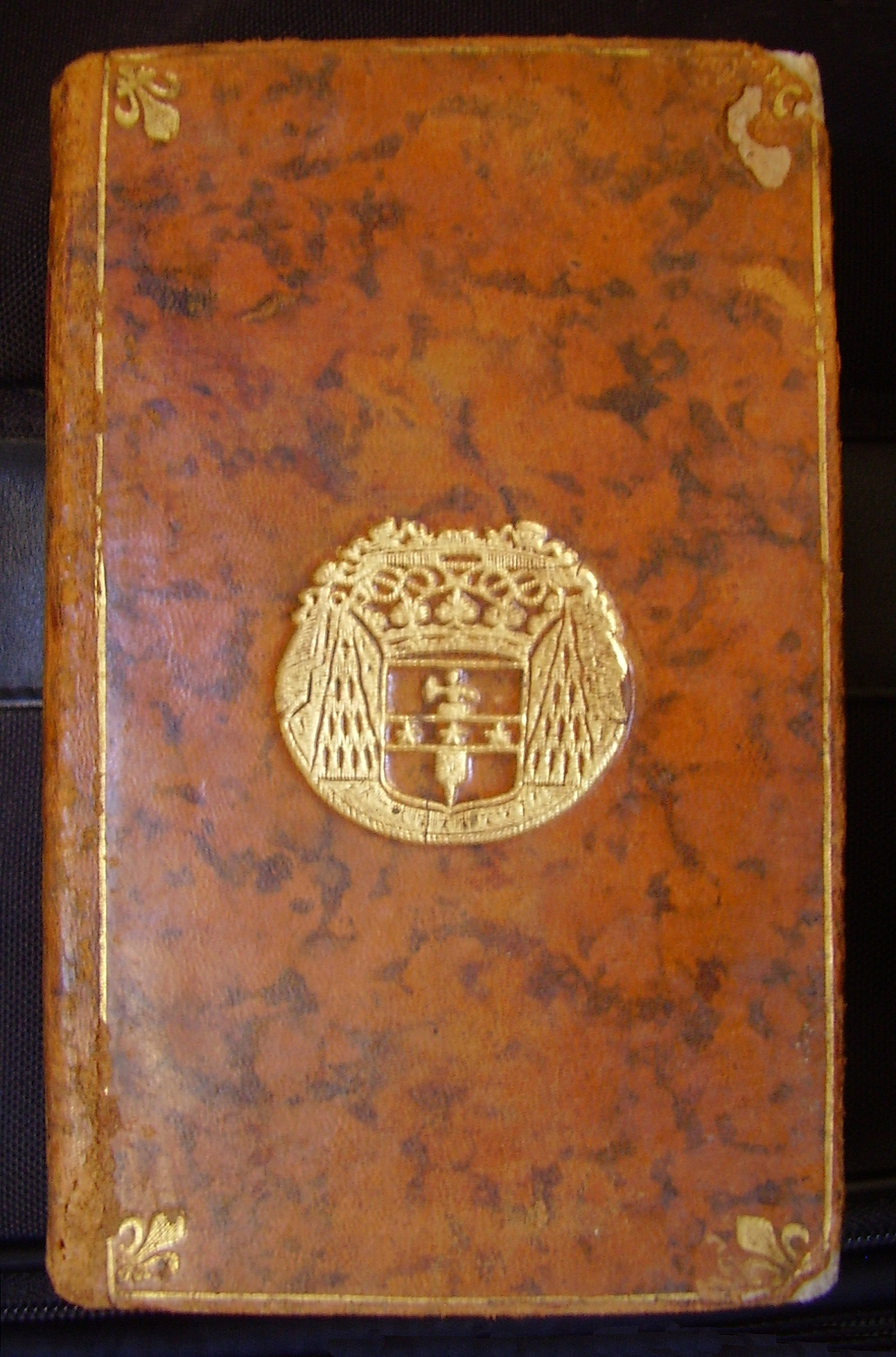
Buch (1789), das einem Schüler des „Collège des Quatre-Nations“ als Auszeichnung überreicht wurde

Die Bibliothèque Mazarine besitzt rund 600.000 Werke, größtenteils aus dem Zeitraum vom Mittelalter bis zum 18. Jahrhundert, darunter 4700 Handschriften und 2380 Inkunabeln, zu denen als besondere Rarität auch ein Exemplar der 42-zeiligen Gutenberg-Bibel gehört. Aufgrund des Aufbewahrungsortes ist dieses Exemplar als „Bible Mazarine“ bekannt. Bemerkenswert sind auch die aufwändig verzierten Bucheinbände, unter denen viele die persönlichen Embleme des Kardinals zeigen: Liktorenbündel, das Beil, drei Sterne und den Kardinalshut.
Der Bestand geht auf die außerordentlich reiche persönliche Sammlung seltener Bücher des bibliophilen Kardinals Mazarin zurück. Dieser hatte, bedingt durch die Notwendigkeit, sich während der Fronde der Prinzen 1651 und 1652 ins Exil zu begeben, seine seit 1643 mit Hilfe des Bibliothekars Gabriel Naudé (1600–1653) zusammengestellte erste Sammlung verloren, welche bereits Wissenschaftlern und Literaten zur Verfügung stand. Mit Naudés Nachfolger François de la Poterie baute er die Bibliothek im Palais Mazarin (heute Bibliothèque nationale de France, Rue Richelieu) erneut auf und bestimmte, um sie vor einer abermaligen Zerstreuung zu bewahren, am 6. März 1661, drei Tage vor seinem Tod, das künftige „Collège de France“ zum Aufbewahrungsort der seltenen Bücher und ihrer kunstvollen Einbände.
Als während der Französischen Revolution das „Collège des Quatre-Nations“ zum „Collège de l’Unité“ erklärt wurde und danach abwechselnd als Gefängnis, Sitz des „Comité de Salut Public“ (Wohlfahrtsausschuss), „École Centrale Supérieure“ und École des Beaux-Arts diente, blieb die Bibliothek nicht nur unangetastet, sondern ihr Bestand wurde durch Werke vervollständigt, die in Adelspalästen und Klöstern konfisziert worden waren.

## Lesesaal

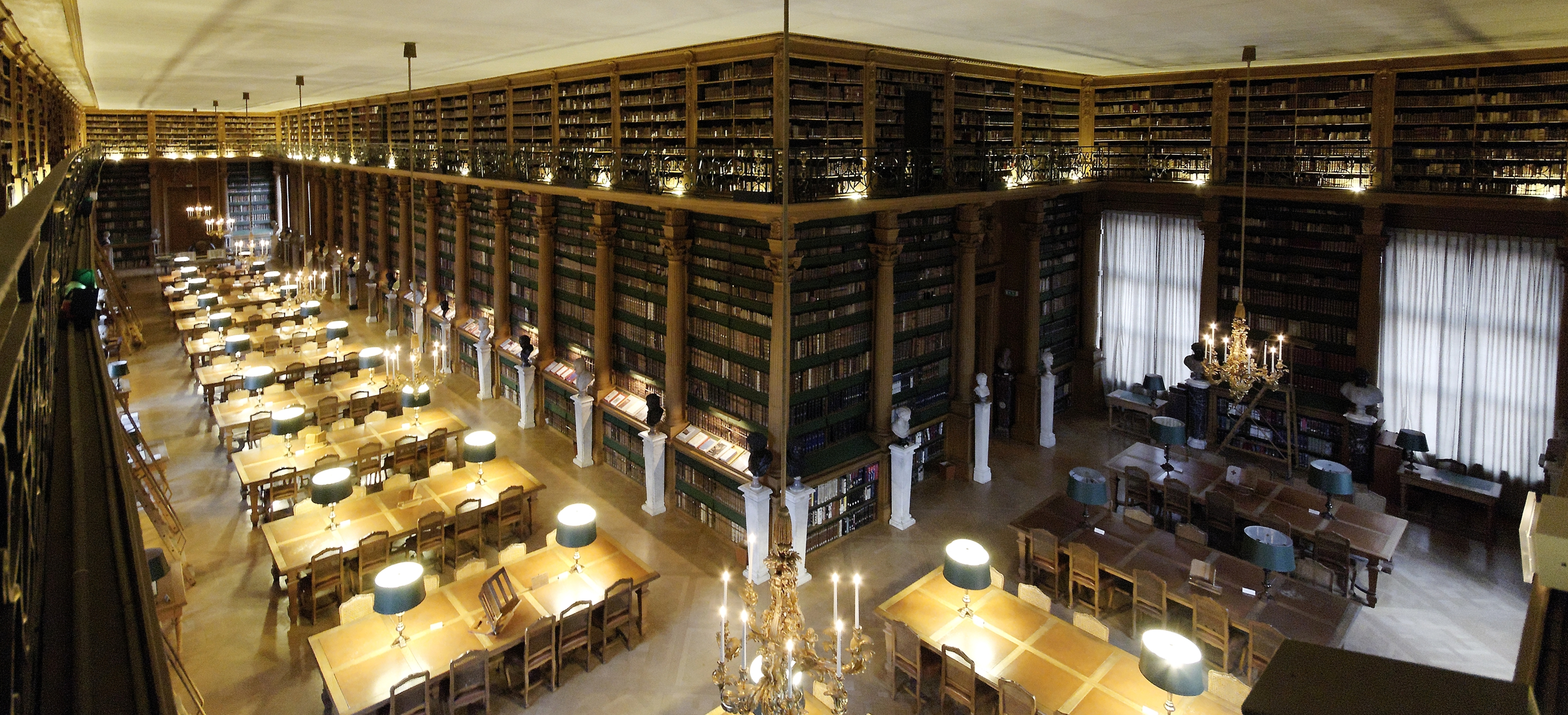
Lesesaal

Der Lesesaal hat eine Kapazität von 140 Plätzen in dem historischen Rahmen der authentischen Bibliothek Mazarins, deren Paneele, sowie die Bucheinbände mit den Emblemen des Kardinals verziert sind. Die Fenster bieten eine Aussicht über die Seine und den Pont des Arts, mit der Fassade des Louvre im Hintergrund.

## Bibliothekare und Direktoren der Bibliothèque Mazarine
Erste Bibliothèque Mazarine (Privatsammlung des Kardinal Mazarin):
- Gabriel Naudé (bis 1653), Gründer der Bibliothek in Mazarins Stadtpalast der Rue Richelieu
- François de la Poterie

Bibliothèque Mazarine im Collège des Quatre Nations:
- Charles Palissot de Montenoy (ab ca. 1797)
- Jean Augustin Amar-Durivier (ab 1803)
- Charles Marie Dorimond de Féletz (1809–1849)
- Joseph Naudet  (bis 1848), Direktor, sein Nachfolger wurde Sainte-Beuve
- Charles Augustin Sainte-Beuve (1840–1848)
- Jean-Jacques Ampère
- Charles-Victor Daremberg  ersetzte Ampère, nachdem dieser sein Amt niedergelegt hatte
- Armand d’Artois (1884–1912)
- Pierre Gasnault (um 1986)
- Christian Péligry (um 2004)
- Isabelle de Conihout (um 2006)